# Posthomerica
Posthomerica (grško: τὰ μεθ᾿ Ὅμηρον) je epska pesem Kvinta iz Smirne, napisana najverjetneje v drugi polovici 4. stoletja n. št. Pripoveduje o trojanski vojni med smrtjo Hektorja in padca Troje.